# Lycostommyia ornithopus
Lycostommyia ornithopus là một loài ruồi trong họ Asilidae. Lycostommyia ornithopus được Londt miêu tả năm 1992. Loài này phân bố ở vùng nhiệt đới châu Phi.